# Championnat d'Allemagne de rugby à XV 2000-2001
Navigation
1. Bundesliga 1999-2000 1. Bundesliga 2001-2002
Le championnat d'Allemagne de rugby à XV 2000-2001 ou 1. Bundesliga 2000-2001 est une compétition de rugby à XV qui oppose les 12 meilleurs clubs allemands. La compétition commence à l'automne 2000 et se termine par une finale en juillet 2001.
La 1re phase de la compétition se déroule à l'automne 2000, sous la forme d'un championnat avec 2 poules composées de 6 équipes, avant de reprendre au printemps 2001, suivie d'une finale en match aller-retour.

## Équipes participantes
Les douze équipes sont réparties de la manière suivante :
| 1. Bundesliga Nord/Est - TSV Victoria Linden - SC Germania List - VfR Döhren 06 (en) - DRC Hannover - DSV 78 Hanovre - SV Stahl Hennigsdorf | 1. Bundesliga Sud/Ouest - SC Neuenheim - RG Heidelberg - TSV Handschuhsheim - München RFC - RC Bonn Rhein-Sieg - ASV Cologne |

## 1. Bundesliga Nord/Est
| Hanovre : · VfR Döhren (en) · DSV 78 Hanovre · DRC Hannover · SC Germania List · SV Stahl Hennigsdorf TSV Linden Hanovre |

| Équipe               | Stade               | Capacité | Ville          |
| -------------------- | ------------------- | -------- | -------------- |
| DSV 78 Hanovre       | Erika-Fisch-Stadion |          | Hanovre        |
| DRC Hannover         | -                   |          | Hanovre        |
| SC Germania List     | Sportgaststätte     |          | Hanovre        |
| SV Stahl Hennigsdorf | -                   |          | Hennigsdorf    |
| TSV Victoria Linden  | -                   |          | Hanovre-Linden |
| VfR Döhren 06 (en)   | -                   |          | Hanovre        |

### Classement
| Rang | Club                 | J  | V | N | D | Bo | Bd | Pm  | Pe  | Diff | Pts |
| ---- | -------------------- | -- | - | - | - | -- | -- | --- | --- | ---- | --- |
| 1    | DRC Hannover (T)     | 10 | 7 | 0 | 3 | 2  | 0  | 539 | 82  | +457 | 30  |
| 2    | DSV 78 Hanovre       | 10 | 6 | 0 | 4 | 2  | 0  | 446 | 156 | +290 | 26  |
| 3    | TSV Victoria Linden  | 10 | 5 | 0 | 5 | 2  | 0  | 327 | 238 | +89  | 22  |
| 4    | SC Germania List     | 10 | 4 | 0 | 6 | 0  | 0  | 159 | 249 | -90  | 16  |
| 5    | SV Stahl Hennigsdorf | 10 | 4 | 0 | 6 | 0  | 0  | 200 | 354 | -154 | 16  |
| 6    | VfR Döhren 06        | 10 | 2 | 0 | 8 | 1  | 0  | 51  | 643 | -592 | 9   |

|  | Qualifiés pour le Meisterschaftrunde (no 1, no 2, no 3). |
|  | T : tenant du titre                                      |

Attribution des points : victoire sur tapis vert : 5, victoire : 4, match nul : 2, défaite : 0, forfait : -2 ; plus les bonus (offensif : 4 essais marqués ; défensif : défaite par 7 points d'écart ou moins).

## 1. Bundesliga Sud/Ouest
| Heidelberg : · RG Heidelberg · Heidelberg Neuenheim Handschuhsheim Cologne Bonn Munich |

| Équipe             | Stade                                | Capacité | Ville          |
| ------------------ | ------------------------------------ | -------- | -------------- |
| München RFC        | -                                    |          | Heidelberg     |
| SC Neuenheim       | Museumsplatz an der Tiergartenstraße | 3 000    | Neuenheim      |
| TSV Handschuhsheim | -                                    |          | Handschuhsheim |
| RG Heidelberg      | Fritz-Grunebaum-Sportpark            | 3 500    | Heidelberg     |
| RC Bonn Rhein-Sieg | -                                    |          | Heusenstamm    |
| ASV Cologne        | Olympiaweg 3                         |          | Cologne        |

### Classement
| Rang | Club               | J  | V | N | D | Bo | Bd | Pm  | Pe  | Diff | Pts |
| ---- | ------------------ | -- | - | - | - | -- | -- | --- | --- | ---- | --- |
| 1    | TSV Handschuhsheim | 10 | 7 | 0 | 3 | 0  | 0  | 323 | 115 | +208 | 28  |
| 2    | SC Neuenheim       | 10 | 6 | 0 | 4 | 1  | 0  | 422 | 115 | +307 | 25  |
| 3    | RG Heidelberg      | 10 | 5 | 0 | 5 | 3  | 0  | 357 | 128 | +229 | 23  |
| 4    | München RFC        | 10 | 4 | 0 | 6 | 0  | 0  | 145 | 377 | -232 | 16  |
| 5    | RC Bonn Rhein-Sieg | 10 | 4 | 0 | 6 | 0  | 0  | 219 | 239 | -20  | 16  |
| 6    | ASV Cologne        | 10 | 2 | 0 | 8 | 1  | 0  | 61  | 559 | -498 | 9   |

|  | Qualifiés pour le Meisterschaftrunde (no 1, no 2, no 3). |

Attribution des points : victoire sur tapis vert : 5, victoire : 4, match nul : 2, défaite : 0, forfait : -2 ; plus les bonus (offensif : 4 essais marqués ; défensif : défaite par 7 points d'écart ou moins).

## Meisterschaftrunde
| Rang | Club                | J  | V | N | D | Bo | Bd | Pm  | Pe  | Diff | Pts |
| ---- | ------------------- | -- | - | - | - | -- | -- | --- | --- | ---- | --- |
| 1    | SC Neuenheim        | 10 | 6 | 0 | 4 | 2  | 0  | 300 | 125 | +175 | 26  |
| 2    | DRC Hannover        | 10 | 6 | 0 | 4 | 2  | 0  | 350 | 97  | +253 | 26  |
| 3    | RG Heidelberg       | 10 | 6 | 0 | 4 | 0  | 0  | 216 | 142 | +74  | 24  |
| 4    | TSV Handschuhsheim  | 10 | 4 | 0 | 6 | 1  | 0  | 157 | 228 | -71  | 17  |
| 5    | TSV Victoria Linden | 10 | 3 | 0 | 7 | 3  | 0  | 130 | 332 | -202 | 15  |
| 6    | DSV 78 Hanovre      | 10 | 2 | 0 | 8 | 3  | 0  | 151 | 380 | -229 | 11  |

|  | Qualifiés pour la finale (no 1, no 2). |

Attribution des points : victoire sur tapis vert : 5, victoire : 4, match nul : 2, défaite : 0, forfait : -2 ; plus les bonus (offensif : 4 essais marqués ; défensif : défaite par 7 points d'écart ou moins).

## Finale
La finale se déroule en match aller-retour les 8 et 14 juillet 2001.
| Club         | Total   | Club         | Match aller | Match retour |
| DRC Hannover | 36 - 29 | SC Neuenheim | 28 - 16     | 8 - 13       |